# Xian de Jiayin
Pour les articles homonymes, voir Jiayin.
Le xian de Jiayin (嘉荫县 ; pinyin : Jiāyīn Xiàn) est un district administratif de la province du Heilongjiang en Chine. Il est placé sous la juridiction de la ville-préfecture de Yichun.

## Démographie
La population du district était de 77 929 habitants en 1999.